# Parque Metropolitano de Santiago
El Parque Metropolitano de Santiago (abreviado como PMS o Parquemet) es un parque urbano ubicado en la ciudad de Santiago, capital de Chile. Formado por los cerros San Cristóbal, Chacarillas, Los Gemelos, Cerro la Pirámide, Cerro Polanco y el Cerro El Carbón, y los sectores Tupahue, Lo Saldés, Pirámide y Bosque Santiago, el parque está emplazado entre cuatro comunas de la ciudad —Huechuraba, Providencia, Recoleta y Vitacura— y tiene sobre 750 hectáreas, que lo convierten en el parque urbano más extenso de Sudamérica y el cuarto más grande del mundo.
El parque fue creado en abril de 1966, al incorporar el Zoológico Nacional y los servicios del cerro San Cristóbal, y su administración depende del Ministerio de Vivienda y Urbanismo.
Su administración mantiene y conserva 16 parques urbanos distribuidos en 13 comunas de Santiago con cerca de 150 ha. Su labor de mantenimiento es generada a través de proyectos de «Conservación, Mantención y Seguridad de Parques Urbanos», consistente en la ejecución de trabajos como aseo, riego, reposición y manejo de especies vegetales, conservación de mobiliario urbano y equipamiento, control fitosanitario, control de malezas, fertilización y seguridad entre otras.

## Historia

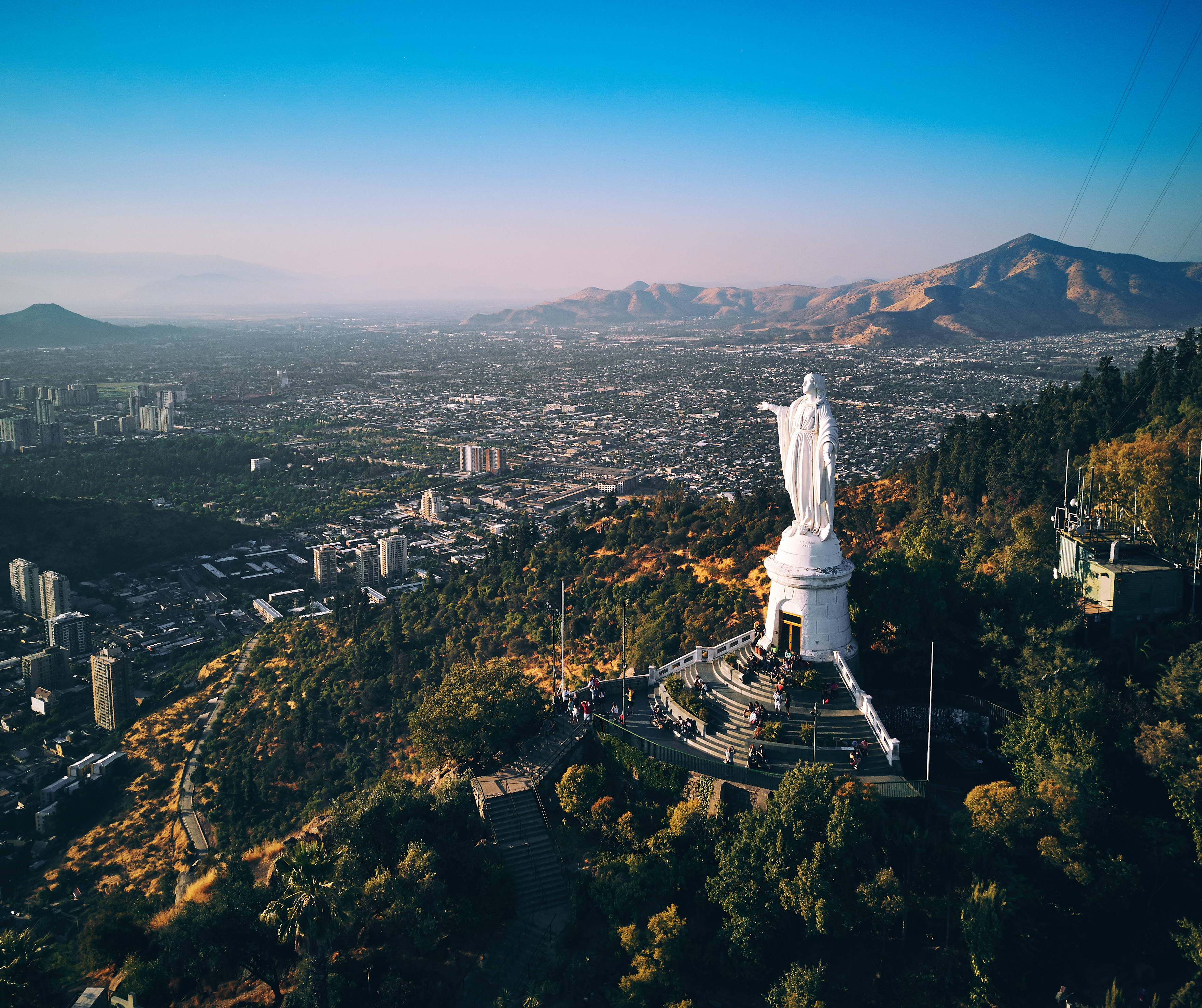
Estatua de la Virgen María en la cumbre del cerro San Cristóbal.

### Primeros usos y campaña pública (1903-1908)
El cerro San Cristóbal comenzó a ser usado en 1903 con la instalación del Observatorio Astronómico Mills, llamado actualmente «Manuel Foster», gemelo del Observatorio Astronómico Lick de la Universidad de California.
El principal icono del cerro, el Santuario de la Inmaculada Concepción del Cerro San Cristóbal, fue inaugurado el 26 de abril de 1908.
En 1916 se inició una campaña encabezada por el intendente de Santiago Alberto Mackenna Subercaseaux y el senador Pedro Bannen que buscaba transformar el cerro en un parque y área de uso y esparcimiento público.
El 28 de septiembre de 1917 se publicó en el Diario Oficial la ley 3295 que autorizó al presidente Juan Luis Sanfuentes a aceptar donaciones, comprar o expropiar los terrenos ubicados entre el Bosque Santiago hasta el Cerro San Cristóbal, inclusive. Dichos terrenos fueron declarados de utilidad pública y las bases para la formación del futuro parque.

### Remodelación, habilitación y movilidad (1921-1960)
El entonces intendente de Santiago, Pablo Urzúa, tomó posesión oficialmente de los terrenos del parque el 17 de junio de 1918. Sin embargo, fue bajo el periodo del intendente Alberto Mackenna, entre 1921 y 1927, que se efectuaron las obras de remodelación y habilitación del cerro para su uso público.
En enero de 1951, Sergio Ríos Lavín construyó y administró la concesión del Ferrocarril de Turismo Oriente, un servicio que utilizaba una vía de 600 mm de ancho e iba desde la base del cerro San Cristóbal hasta el sector de La Pirámide; dicho sistema fue destruido a mediados de 1952 producto de unas inundaciones que afectaron a la capital. Ocho años después, el 2 de octubre de 1960, comenzó a funcionar nuevamente el «Ferrocarril de Turismo Oriente», esta vez con tres carros que iban desde la avenida El Cerro hasta la cima del San Cristóbal. El tren dejó de circular el 19 de febrero de 1978.

### Denominación oficial de «Parque Metropolitano de Santiago» (1966)
La ley 16464, publicada en el Diario Oficial el 25 de abril de 1966, creó oficialmente la denominación de "Parque Metropolitano de Santiago" al refundir los servicios del Cerro San Cristóbal y del Jardín Zoológico Nacional. El 26 de agosto de ese mismo año le fue otorgada la personalidad jurídica, y el 24 de noviembre su administración fue traspasada al Ministerio de Vivienda y Urbanismo —anteriormente pertenecía al Ministerio del Interior—.
El 16 de abril de 1972 fue inaugurada la Enoteca, ubicada en el sector Tupahue con una superficie de 1200 m² y que contaba de dos naves principales, un zócalo con sala de degustación de vinos, un recinto de exposición y una oficina de ventas.

### Proyecto de transformación en ecoparque (2018)
El gobierno presentó una iniciativa el 1 de junio de 2018 para transformar el Parque Metropolitano de Santiago en un ecoparque, si bien dicha propuesta tiene sus orígenes en 2012 cuando surgió dentro de las alternativas consideradas para la celebración de los 100 años, iniciándose el diseño de dicho proyecto en 2013. Posteriormente, el 2 de septiembre de 2018, el presidente de la República, Sebastián Piñera, anunció que se iniciaría una renovación del Zoológico de Santiago y el Parque Metropolitano, transformándolo en un ecoparque de animales nativos y exóticos, duplicando su superficie y creando hábitats más naturales en el gran Santiago. El proyecto tiene como objetivo duplicar la superficie del zoológico que hoy cuenta con 4,8 hectáreas para otorgarle más espacio a los animales. Además, contará con la construcción de una segunda cumbre donde se encontrará el sector denominado «Chile Nativo» y el Sendero de las Américas, espacio en donde se protegerá la flora y fauna chilena.
En febrero de 2019 se anunció que dentro de las obras de reconversión a un ecoparque estaba la construcción de un nuevo teleférico que corriera en paralelo al trazado del funicular, que transportará 800 personas por hora y que contaría con 3 estaciones: Zoológico Nacional, Chile Nativo y Cumbre. Se espera que el Teleférico Pío Nono sea inaugurado el primer semestre de 2024.
El 21 de junio de 2019 fue inaugurado en el sector Bosque Santiago el Museo de la Vivienda Tradicional Local, desarrollado por la Universidad de Chile y que exhibe representaciones en tamaño real de viviendas típicas de diferentes zonas del país.

## Parques gestionados por Parquemet
La red de parques urbanos PARQUEMET perteneciente al Ministerio de Vivienda y Urbanismo (MINVU) es quien administra, mantiene, cuida y conserva los más de 20 parques distribuidos en 15 comunas que pertenecen a la red de Parques Urbanos, ampliando la labor de:
integrador social, promotor de vida sana y en familia, ser referente en temas de educación ambiental, conservar flora y fauna nativa, gestor cultural y centro deportivo al aire libre. Los parques que administra son los siguientes:
| N.º | Nombre                             | Año de Inauguración | Hectáreas | Comuna                                   | Estado actual | Horario          |
| --- | ---------------------------------- | ------------------- | --------- | ---------------------------------------- | ------------- | ---------------- |
| 1°  | Parque Metropolitano de Santiago   | 1966                | 737 ha    | Huechuraba Recoleta Providencia Vitacura | Abierto       | martes a domingo |
| 2°  | Parque Lo Varas                    | 1993                | 1,4 ha    | Renca                                    | Abierto       | martes a domingo |
| 3°  | Parque Santa Mónica                | 1993                | 5 ha      | Recoleta                                 | Abierto       | martes a domingo |
| 4°  | Parque La Bandera                  | 1993                | 9,2 ha    | San Ramón                                | Abierto       | martes a domingo |
| 5°  | Parque Violeta Parra               | 1995                | 2,5 ha    | Lo Espejo                                | Abierto       | martes a domingo |
| 6°  | Parque Mapuhue                     | 1995                | 5,7 ha    | La Pintana                               | Abierto       | martes a domingo |
| 7°  | Parque La Castrina                 | 1996                | 7 ha      | San Joaquín                              | Abierto       | martes a domingo |
| 8°  | Parque Bernardo Leighton           | 1996                | 7,2 ha    | Estación Central                         | Abierto       | martes a domingo |
| 9°  | Parque André Jarlán                | 1997                | 10,9 ha   | Pedro Aguirre Cerda                      | Abierto       | martes a domingo |
| 10° | Parque Huechuraba                  | 1999                | 4,7 ha    | Huechuraba                               | Abierto       | martes a domingo |
| 11° | Parque Cerro Blanco                | 1999                | 17,3 ha   | Recoleta                                 | Abierto       | martes a domingo |
| 12° | Parque Mahuidahue                  | 2000                | 10,6 ha   | Recoleta                                 | Abierto       | martes a domingo |
| 13° | Parque Quebrada de Macul           | 2000                | 4,8 ha    | La Florida                               | Abierto       | martes a domingo |
| 14° | Parque Peñalolén                   | 2010                | 17,5 ha   | Peñalolén                                | Abierto       | martes a domingo |
| 15° | Parque La Platina                  | 2011                | 5 ha      | La Pintana                               | Abierto       | martes a domingo |
| 16° | Parque Cerrillos                   | 2011                | 50,4 ha   | Cerrillos                                | Abierto       | martes a domingo |
| 17° | Parque Bicentenario de la Infancia | 2012                | 3,87 ha   | Recoleta                                 | Abierto       | martes a domingo |
| 18° | Parque de la Familia               | 2015                | 20 ha     | Quinta Normal                            | Abierto       | martes a domingo |
| 19° | Parque Pierre Dubois               | 2018                | 10,7 ha   | Pedro Aguirre Cerda                      | Abierto       | martes a domingo |
| 20° | Parque Brasil                      | 2018                | 10,9 ha   | La Granja                                | Abierto       | martes a domingo |
| 21° | Parque La Serena                   | 2019                | 1 ha      | La Pintana                               | Abierto       | martes a domingo |
| 22° | Parque La Hondonada                | 2022                | 26 ha     | Cerro Navia                              | Abierto       | martes a domingo |
| 23° | Parque Mapocho Río                 | 2022                | 52 ha     | Quinta Normal Cerro Navia                | Abierto       | martes a domingo |

## Atractivos

### Piscinas

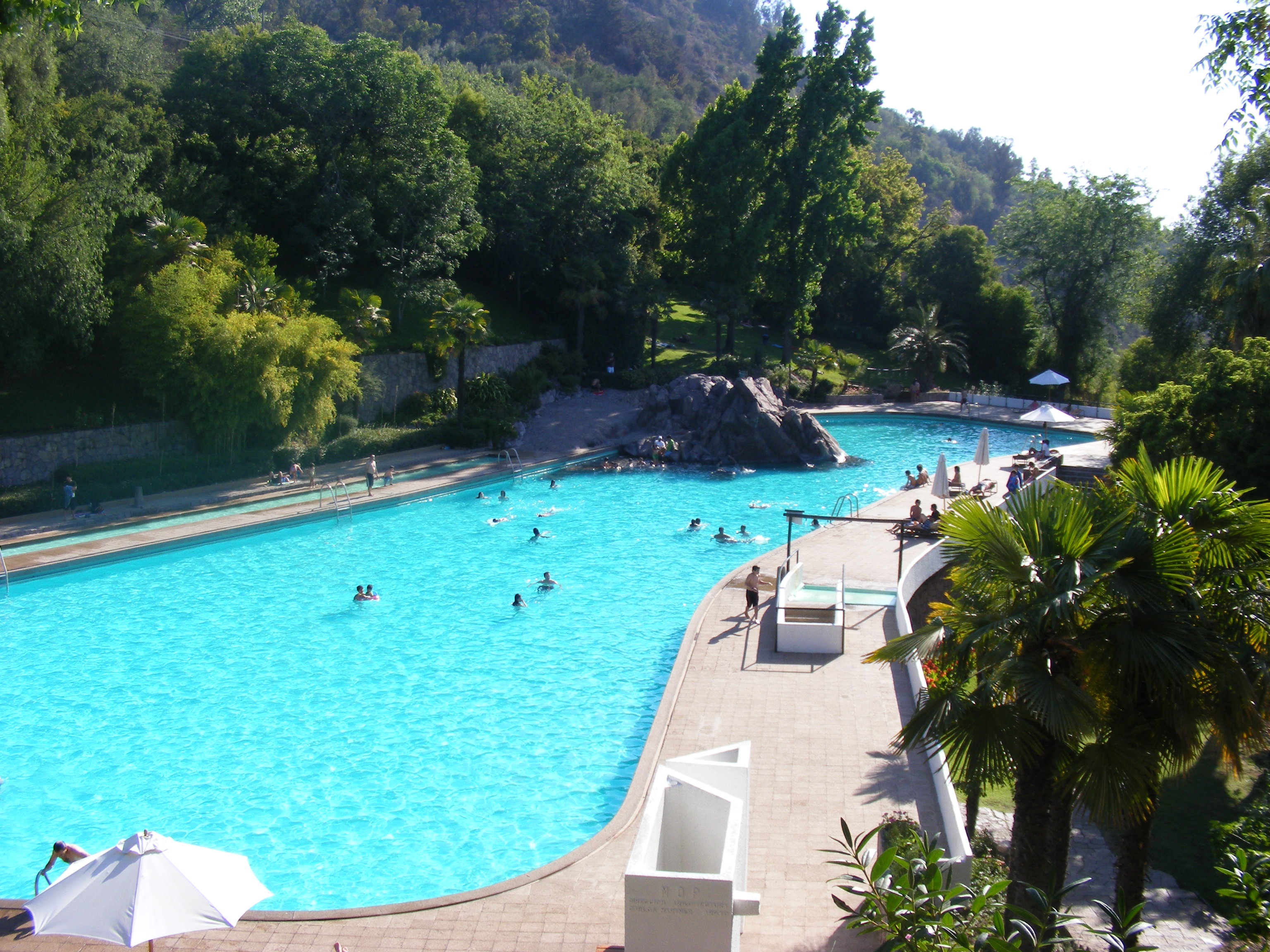
Piscina del cerro Tupahue.

El Parque cuenta con dos piscinas al aire libre: la piscina Tupahue (del mapudungún: tupawe ‘lugar de tupas’) y la piscina Antilén (del mapudungún: antilen ‘que hay sol’). Ambas operan de noviembre a marzo.
La piscina Tupahue fue inaugurada el 28 de diciembre de 1966 en el cerro del mismo nombre, en lo que era antiguamente una cantera. Rodeada de abundante vegetación, se destaca un mural de piedra de la pintora chilena María Martner y el mexicano Juan O'Gorman. La piscina mide 82 metros de largo por 25 metros de ancho y es posible llegar a ella en teleférico desde la estación Tupahue. 
La piscina Antilén comenzó a funcionar el 10 de enero de 1971 bajo el nombre de Chacarillas —haciendo referencia al cerro donde se encuentra ubicada— y fue reinaugurada con su nombre actual el 28 de diciembre de 1976. Se encuentra en la cumbre del cerro Chacarillas, lo que permite una vista panorámica de 360° de la ciudad. La piscina mide 92 metros de largo por 25 metros de ancho.

### Teleféricos
El teleférico fue inaugurado en 1980 y lleva desde la estación Oasis en la base del cerro en el barrio Pedro de Valdivia Norte hasta la estación cumbre en 20 minutos, pasando por la estación intermedia Tupahue. En esta se encuentra la piscina del mismo nombre, el Jardín Botánico Mapulemu ('bosque de la tierra' en mapudungún) y el restaurante Camino Real.
En la cumbre es posible apreciar la estatua de la Virgen Inmaculada Concepción y tomar el funicular, que corre entre el Barrio Bellavista y la cumbre del cerro San Cristóbal.
En el año 2010, el teleférico fue cerrado debido a daños causados por el terremoto del 27 de febrero. El teleférico fue reinaugurado el 24 de noviembre de 2016 por la presidente Michelle Bachelet.
En 2024 se encuentra en construcción el teleférico Pío Nono, segundo medio de transporte de su tipo en el parque, y que conectará el sector del Zoológico Nacional con la Plaza México, cercana a la cumbre, al mismo tiempo que comenzó la construcción del Teleférico Bicentenario.

### Funicular
El funicular, que data de 1925, está declarado Monumento Nacional. Es paseo obligado de turistas y santiaguinos el fin de semana. Cuenta con dos estaciones una para visitar el Zoológico y otro para alcanzar la cumbre. El edificio de la boletería y las terrazas fue diseñado por el arquitecto Luciano Kulczewski.
Partiendo desde el Barrio Bellavista y recorre casi 500 metros en un plano inclinado de 45 grados. Tiene dos carros, uno de los cuales fue utilizado 1987 por el papa Juan Pablo II para subir cuando se dirigía a celebrar una misa a los pies de la inmensa estatua de la Virgen Inmaculada Concepción que corona el cerro, como se consigna en una placa recordataria. 

### Jardín Botánico
Se encuentra ubicado en el interior del parque, estando en proceso de formación y desarrollo.